# Răuseni
Răuseni è un comune della Romania di 3 091 abitanti, ubicato nel distretto di Botoșani, nella regione storica della Moldavia.
Il comune è formato dall'unione di 5 villaggi: Doina, Pogorăști, Răuseni, Rediu, Stolniceni.